# Culture en Haute-Corse
 (février 2015).

## Centre Culturel Una Volta
Créé en 1973 par Dominique Mattei, le centre culturel Una Volta est la plus importante association culturelle de Corse. D'abord MJC, elle acquiert le statut de centre culturel en 1981. Offrant un accès à la culture et à la pratique artistique pour tous, le centre culturel Una Volta est aussi l'organisateur des rencontres BD À BASTIA, événement incontournable de la profession. Ateliers de pratique artistique, programmation de théâtre pour le jeune public, expositions d'art contemporain ou de photographies, ateliers d'écriture en milieu scolaire, les actions de cette institution, soutenue par la ville de Bastia et la Collectivité Territoriale de Corse, sont multiples.

## ARIA
L’ARIA (Association des Rencontres Internationales Artistiques a été créée en 1998 par Robin Renucci et Serge Lipszyc. C'est un pôle d’éducation et de formation par la création théâtrale dans la tradition de l’éducation populaire, situé dans le Parc Régional de Haute Corse, son installation a permis la re-dynamisation d’un territoire en voie de désertification. Chaque été, les Rencontres Internationales de Théâtre en Corse, ont fait la renommée de l'association.

## Terres de femmes
Créée en décembre 2004, la revue en ligne Terres de femmes est une revue de poésie, de critique et de littérature conduite par Angèle Paoli, une Cap-corsine née à Bastia et vivant à Canari (Haute-Corse) (dont elle a aussi été conseillère municipale), l'éditeur Yves Thomas (ancien directeur éditorial des Encyclopédies Bordas et d’Encarta France) et l’architecte Guidu Antonietti di Cinarca (photographe et directeur artistique de la revue).
Devenue aujourd’hui une revue culturelle de référence, la revue Terres de femmes a bénéficié depuis sa création d’une audience supérieure à trois millions de visiteurs uniques. Présentations d’auteurs et de textes, créations et traductions poétiques originales, photo du jour, extrait musical du jour, liens hypertextes et nombreux index et répertoires construisent un très riche réseau de sens.
Quand on l’interroge sur le nom de sa revue, Angèle Paoli n’hésite pas : « Je me devais de donner la parole, par mes textes, aux femmes corses du passé, réduites au silence de mères en filles. Silences des mots et des actes. Je voulais rétablir mes aïeules à leur juste place, leur restituer ce qui leur avait été confisqué. Car c’est du taire de ces femmes-là que je suis issue. » Mais son projet a évolué pour s’élargir au-delà de sa propre histoire. Ces terres de femmes, ce sont toutes des terres inscrites en elle mais aussi « hors d’elle ». Des terres au féminin : Méditerranée, insularité, Corse.
Auteure d'une vingtaine de recueils et livres d'artiste, Angèle Paoli a publié en 2007 ses premiers opus dans une maison d’édition voisine, A Fior di Carta, à Barrettali, dans le Cap : un recueil de poèmes, Noir écrin et un conte de l'Avent (en français et en corse) Manfarinu, l'âne de Noël. Elle a aussi cosigné en 2012 (avec Paul-François Paoli), aux éditions du Rocher, Les Romans de la Corse, et publié trois anthologies de la poésie corse, dont,aux éditions des Lisières,  Terres de femmes | Terre di donne - 12 poètes corses (juillet 2017). Le site Terres de femmes a obtenu le prix européen de la critique en poésie Aristote 2013.